# Paolo Piccione
Paolo Piccione, né à Messine le 3 février 1932, est un homme politique italien.

## Biographie
Après avoir grandi dans le hameau de pêcheurs messinois de Torre Faro, il étudie le droit à l'Université de Turin puis à l'Université de Messine, et s'engage parmi le mouvement des jeunes socialistes. Devenu avocat après avoir obtenu son diplôme, il est élu conseiller municipal de Messine et siège au comité régional du PSI. Il est vice maire et adjoint à Messine.
Il entre à l'Assemblée régionale sicilienne lors des Élections régionales de 1981 en Sicile, et prend la présidence du groupe parlementaire socialiste. Il siège également à l'assemblée nationale du PSI et est proche du ministre Nicola Capria, secrétaire régional du PSI en Sicile.
Il est appelé dans le dernier gouvernement Rosario Nicolosi, entre le 14 décembre 1989 et le 17 juillet 1991, comme assesseur aux Travaux publics.
Lors de l'ouverture de la XIe législature régionale après les élections régionales de 1991, il est président de l'Assemblée régionale sicilienne du 17 juillet 1991 au 9 novembre 1993, grâce aux voix du PSI, de la DC et du PSD, mais avec 8 voix manquantes par rapport à la somme des députés de ces partis.
Il démissionne à cause d'une enquête dans le cadre des scandales de Tangentopoli qui le vise. Il est incarcéré quarante jours, mais est innocenté en 2004.

## Publication
- Ritorni : autobiografia di un talloner (avec Serena Manfrè), Pungitopo, 2016